# Nick Jr. (Vlaanderen)
Nick Jr. Vlaanderen is de Vlaamse variant van het van oorsprong Amerikaans televisiekanaal, dat programma's uitzendt voor peuters en kleuters. In Vlaanderen is Nick Jr. elke dag doorlopend te zien op een eigen digitaal kanaal, maar ook als een peuterblok in de ochtend op Nickelodeon. Sinds 4 oktober 2011 is er een Vlaamse versie van het kanaal, hiervoor werd de Nederlandse editie van Nick Jr. uitgezonden.

## Informatie
Sinds de oprichting van Nickelodeon in Vlaanderen en Nederland in 2003 is er steeds een peuterblok te zien in de ochtend, van 5 tot 7 uur en van 8.30 uur tot 12.05 uur worden er animatie- en tekenfilmseries uitgezonden, speciaal gemaakt voor kleine kinderen.
In 2005 kwam daar een digitaal kanaal bij dat 24/7 uitzendt. En in 2010 een eigen Vlaamse zender. In Vlaanderen is Nick Jr. te ontvangen in het basisaanbod van Telenet Digital TV en internetplatformen Yelo (Telenet) en Pickx (Proximus). Bij Proximus zit de zender in een betaalpakket.

## Geschiedenis
Op 25 januari 2008 kondigde de VMMa aan dat het een Vlaamse versie van Nick Jr. op de kabel zou gaan lanceren in samenwerking met MTV Networks. Door deze zet ging een eerder geplande deal met The Walt Disney Company om Jetix in Vlaanderen te lanceren niet door.
Nick Jr. zou tussen 6 en 20 uur gaan uitzenden op het kanaal van Kanaal Z en zou in tegenstelling tot grote broer Nickelodeon destijds, geen kloon zijn van de Nederlandse versie.
De lancering was nog voor het voorjaar van 2008 gepland, maar daar is niets van in huis gekomen. Daarna zou nou gaan om voorjaar 2009. Maar na de lancering van VTM's kinderzender vtmKzoom was er gedacht dat Nick Jr. Vlaanderen er niet zou komen.
Uiteindelijk kwam er op 4 oktober 2011 de Vlaamse Nick Jr. deze zat meteen in het basispakket van Telenet Digital TV en niet langer in het betaalpakket. Dit heeft te maken met de uitbreiding van de zenders van VIMN Belgium. Op het nieuwe kanaal wordt reclame uitgezonden, wat bij de voorloper niet was.
Van 1 januari 2012 tot 31 december 2016 werd de commerciële kant van Nick Jr. (en de rest van VIMN Belgium) geregeld door SBS Belgium. Op 1 januari 2017 nam Medialaan (nu DPG Media) deze taak over voor Nickelodeon en Nick Jr. in Vlaanderen als Wallonië.

## Programma's
De programmering van Nick Jr. bestaat onder andere uit:
- De Avonturen van Paddington
- De Familie Barbapapa
- Paw Patrol
- Blaze en de Monsterwielen
- Santiago en de Zee
- Santiago van de Zee
- Baby Shark's Big Show
- Peppa Pig
- Deer Squad
- Bubble Guppies
- Blue's Clues & You
- Abby Hatcher